# Jean Margéot
 Jean Kardinal Margéot  (* 3. Februar 1916 in Quatre-Bornes, Mauritius; † 17. Juli 2009 in Bonne-Terre, Mauritius) war Bischof von Port Louis.

## Leben
Jean Margéot studierte in Rom an der Päpstlichen Universität Gregoriana die Fächer Philosophie und Katholische Theologie. Nach seiner Priesterweihe im Jahre 1938 in der Lateranbasilika kehrte er in seine Heimat zurück und arbeitete dort als Seelsorger. 1956 wurde er Generalvikar seines Heimatbistums Port Louis und damit erster Generalvikar auf Mauritius überhaupt. Am 21. Juni 1956 verlieh ihm Papst Pius XII. den Ehrentitel Hausprälat Seiner Heiligkeit.
Am 6. Februar 1969 ernannte ihn Papst Paul VI. zum Bischof von Port-Louis. Die Bischofsweihe spendete ihm am 4. Mai 1969 der damalige Pro-Nuntius in Madagaskar, Erzbischof Paolo Mosconi, Mitkonsekratoren waren der Erzbischof von Delhi, Angelo Innocent Fernandes, und der Bischof von Saint-Denis-de-La Réunion, Georges-Henri Guibert CSSp. Margéot engagierte sich im Bereich der Jugendkatechese und gründete eine Initiative gegen Drogenmissbrauch. Von 1986 bis 1989 war er Präsident der Conférence Episcopale de l’Océan Indien (CEDOI).
Papst Johannes Paul II. nahm ihn im Konsistorium vom 28. Juni 1988 als Kardinalpriester mit der Titelkirche San Gabriele Arcangelo all’Acqua Traversa in das Kardinalskollegium auf, womit er der erste Kardinal aus Mauritius wurde. Am 15. Februar 1993 nahm Johannes Paul II. Margéots aus Altersgründen vorgebrachtes Rücktrittsgesuch vom Amt des Bischofs von Port-Louis an.
1995 war er zusammen mit Emmanuel Kardinal Wamala Pilger im Marienwallfahrtsort Međugorje.
Er verstarb am 17. Juli 2009.